# نیلز تکسیرا
نیلز تکسیرا (انگلیسی: Nils Teixeira؛ زادهٔ ۱۰ ژوئیهٔ ۱۹۹۰) بازیکن فوتبال اهل آلمان است.
از باشگاه‌هایی که در آن بازی کرده‌است می‌توان به باشگاه فوتبال کیکرز اوفنباخ، باشگاه فوتبال اف‌اس‌وی فرانکفورت، و باشگاه فوتبال دینامو درسدن اشاره کرد.
وی همچنین در تیم‌های ملی فوتبال جوانان آلمان، جوانان آلمان، جوانان آلمان، جوانان آلمان، و جوانان آلمان بازی کرده‌است.